# Geographie der Slowakei

Lage der Slowakei in der Europäischen Union

Die Slowakei ist ein Land im östlichen Mitteleuropa. Sie nimmt Teile der Karpaten und nördliche Randgebiete des Pannonischen Beckens ein.

## Staatsgebiet
Die Slowakei liegt zwischen 49° 36′ 48″ und 47° 44′ 21″ nördlicher Breite und 16° 50′ 06″ und 22° 33′ 53″ östlicher Länge.
Der nördlichste Punkt befindet sich an der Nordostflanke des Berges Beskydok in den Saybuscher Beskiden, in der Nähe der Ortschaft Oravská Polhora an der 541 km langen Grenze zu Polen. Im Osten hat sie eine 97 km lange Grenze zur Ukraine. 
Im Süden hat sie eine 655 km lange Grenze zu Ungarn, im Westen eine 107 km lange Grenze zu Österreich und im Nordwesten eine 252 km lange Grenze zu Tschechien.
Der südlichste Punkt der Slowakei ist der Ort Patince an der Donau. Die westlichste Stelle des Landes liegt an der Morava bei Záhorská Ves an der österreichischen Grenze, die östlichste am Berg Kremenez (Gebirge Bukovské vrchy) bei Nová Sedlica. Dort ist auch das Dreiländereck mit Polen und der Ukraine.

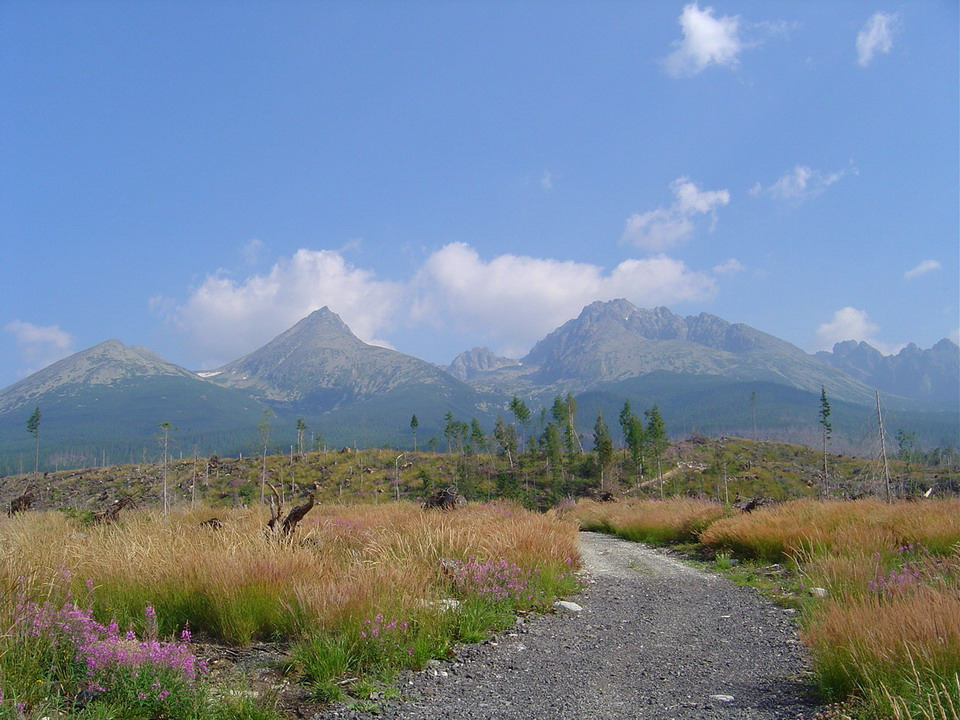
Gerlachovský štít (rechts)

Im Norden grenzt die Slowakei an Polen (auf einer Länge von 597 km), im Osten an die Ukraine (98 km), im Süden an Ungarn (679 km), im Westen an Österreich (127 km) und im Nordwesten an Tschechien (265 km). Die Grenzlänge beträgt insgesamt 1766 km.
Die Slowakei hat eine Bodenfläche von 49.035 km². Davon sind 31 % Acker- und 17 % Weideland, 41 % bewaldet und 3 % Plantagen. Die übrigen 8 % sind Ödland (z. B. im Gebirge), Wasserflächen oder mit Gebäuden und Verkehrseinrichtungen besetzt.
Der höchste Gipfel ist der Gerlachovský štít (Gerlsdorfer Spitze) in der Hohen Tatra (Vysoké Tatry) mit 2655 m, der niedrigste Punkt die Wasserfläche des Flusses Bodrog an der Grenze zu Ungarn mit 94 m.

## Physische Geographie

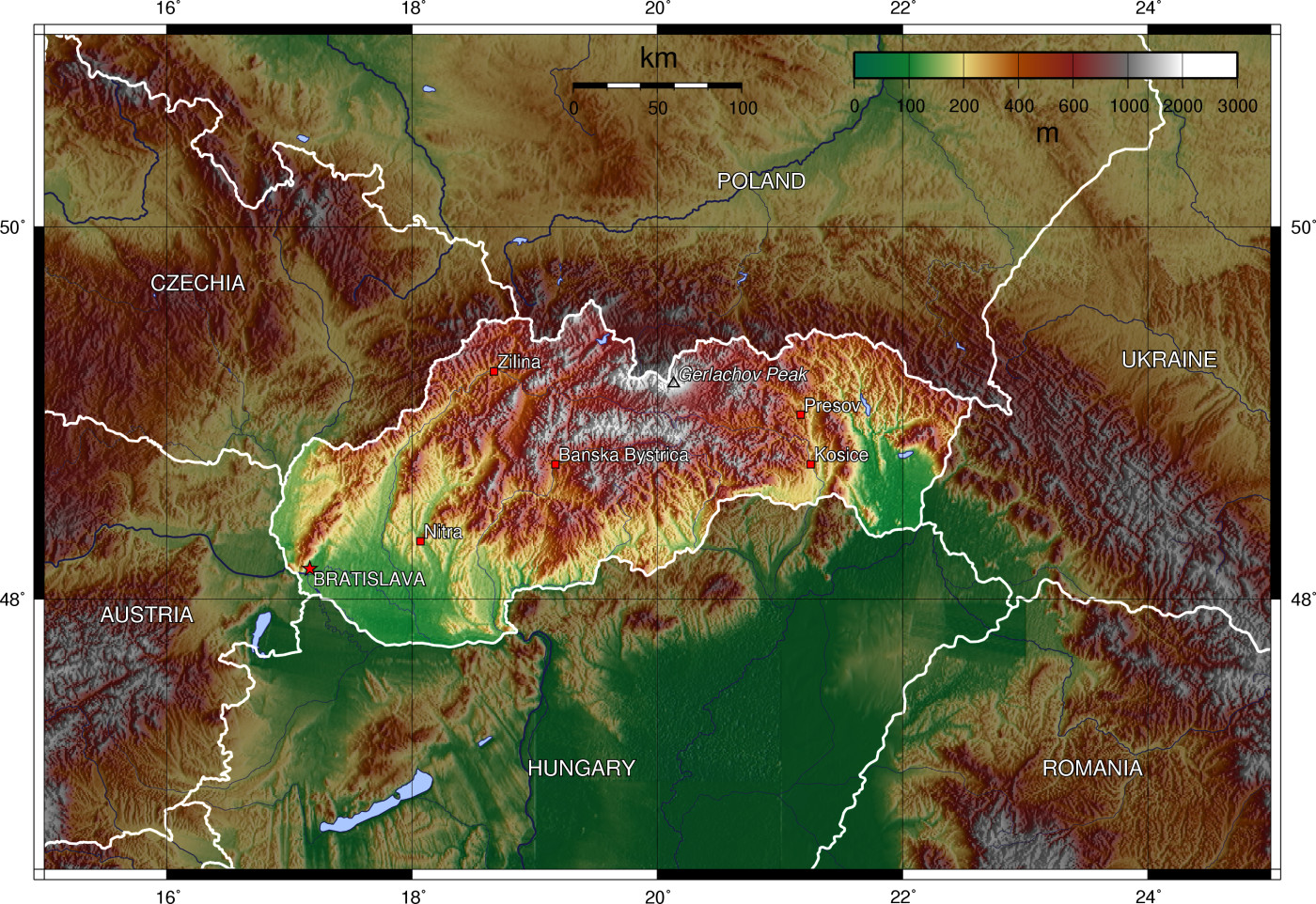
Topografische Karte der Slowakei

### Geomorphologische Gliederung
Siehe auch Hauptartikel Geomorphologische Einteilung der Slowakei.
Die Slowakei wird landschaftlich von zwei Hauptregionen geprägt: den Karpaten und dem Pannonischen Becken.
Etwa zwei Drittel des Territoriums sind von den Karpaten bedeckt. Den größeren Raum nehmen dabei die Westkarpaten ein.
Die Inneren Westkarpaten beginnen im Südwesten als Kleine Karpaten (Malé Karpaty), einem schmalen Gebirgszug. Nach Osten schließen sich die anderen Gebirge des Fatra-Tatra-Gebiets an, zu dem unter anderem die Hohe und die Niedere Tatra (Nízke Tatry), die Große und die Kleine Fatra (Veľká und Malá Fatra) gehören. Südlich davon liegen das Slowakische Mittelgebirge und das Slowakische Erzgebirge. Diese beiden stark gegliederten Gebirgskomplexe werden im Süden – an der Grenze zu Ungarn – durch die Loschontz-Kaschauer Senke (Lučensko-košická zníženina) vom Mátra-Slanec-Gebiet (Matransko-slanská oblasť) getrennt, das dem Nördlichen Ungarischen Mittelgebirge entspricht.
Die Äußeren Westkarpaten beginnen im Westen mit den Slowakisch-Mährischen Karpaten (Slovensko-moravské Karpaty). An der polnischen Grenze schließen sich die Beskiden (Beskydy) an, die nach slowakischer Nomenklatur in West-, Mittlere und Ostbeskiden eingeteilt werden. Zwischen den Mittleren und den Ostbeskiden im Norden und dem Fatra-Tatra-Gebiet im Süden liegt das Podhale-Magura-Gebiet (Podhôľno-magurská oblasť), eine von kleineren Gebirgen und relativ hochgelegenen Talkesseln geprägte Region.
Im Nordosten hat die Slowakei Anteil an den Ostkarpaten. Dabei zählen die Niederen Beskiden (Nízke Beskydy) und die Bukovské vrchy zu den Äußeren, das Vihorlat-Gebirge (Vihorlatské vrchy) zu den Inneren Ostkarpaten.
Etwa ein Drittel des Landes befindet sich auf dem Gebiet des Pannonischen Beckens und verteilt sich auf dem Territorium der Slowakei auf drei Abschnitte. Das ganz im Westen gelegene Tiefland am Fluss March gehört zum Wiener Becken, welches – ebenso wie das Donautiefland (Podunajská nížina) – Teil der Kleinen Ungarischen Tiefebene ist. Ganz im Südosten des Landes liegt das Ostslowakische Tiefland (Východoslovenská nížina), das den Norden der Großen Ungarischen Tiefebene bildet.

### Klimageographie

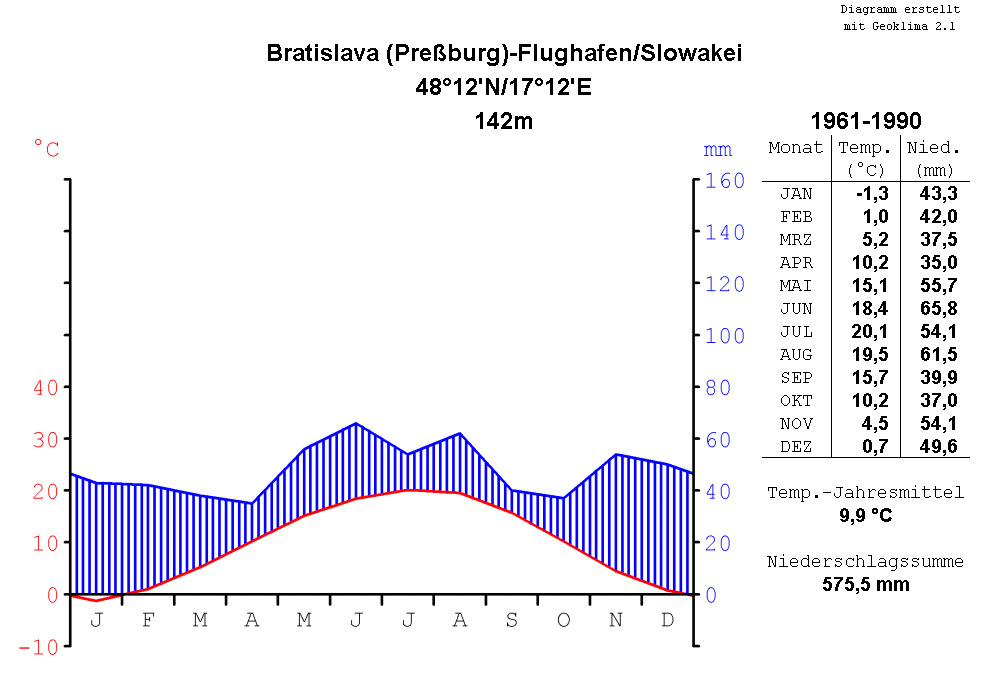
Klimadiagramm Bratislava

Die Slowakei gehört zur gemäßigten Klimazone im Bereich des kontinentalen Klimas. Wie auch im deutschsprachigen Raum, nehmen von West nach Ost die Jahrestemperaturschwankungen zu. Charakteristisch sind warme, relativ trockene Sommer und feuchte, kalte Winter. Die durchschnittliche Tagesmitteltemperatur bewegt sich zwischen 0 °C im Januar und 21 °C im Sommer. Das Jahresmittel der Temperatur steigt vom Norden (6 °C) nach Süden (11 °C) deutlich an.
Die Jahresniederschlagsmenge liegt zwischen 500 mm in den südlichen Tiefländern und 2000 mm in den Hochgebirgen.

### Schutzgebiete
Die vielseitig gegliederte Landschaft der Slowakei einerseits und die zunehmende Bedrohung der Natur durch zivilisatorische Einflüsse andererseits führte in den letzten Jahrzehnten zu verstärkten Anstrengungen für den Naturschutz. Zahlreiche attraktive und ökologisch wertvolle Regionen wurden unter Schutz gestellt. Im Jahre 2003 betrug deren Anteil an der Fläche des Landes insgesamt 23 %.

#### Nationalparks

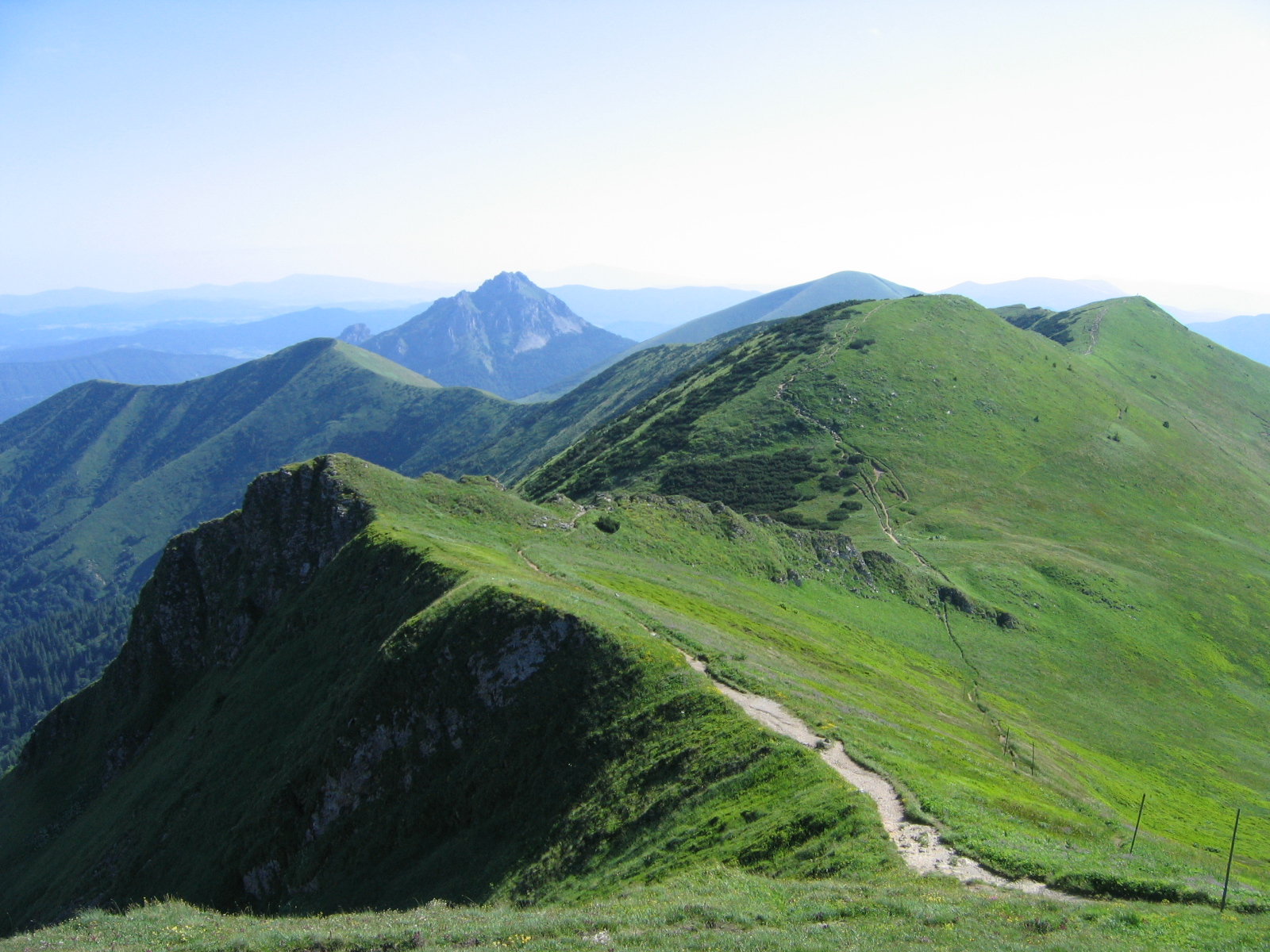
Nationalpark Malá Fatra

In der Slowakei gab es 2006 neun Nationalparks mit einer Gesamtfläche von 3179 km². Zusammen mit den umliegenden Schutzgebieten (2701 km²) nehmen sie einen Anteil von 12 % des Landes ein. Im Einzelnen sind dies:
- der Nationalpark Große Fatra (Veľká Fatra), gegr. 2002, 404 km²
- der Nationalpark Kleine Fatra (Národný park Malá Fatra), gegr. 1988, 226 km²
- der Nationalpark Muránska planina, gegr. 1997, 203 km²
- der Nationalpark Niedere Tatra (Národný park Nízke Tatry), gegr. 1978, 729 km²
- der Nationalpark Poloniny (Národný park Poloniny), gegr. 1997, 298 km², umfasst die Bukovské vrchy und einen Teil der Niederen Beskiden
- der Nationalpark Slowakischer Karst (Slovenský kras), gegr. 2002, 346 km²
- der Nationalpark Slowakisches Paradies (Národný park Slovenský raj), gegr. 1964, 198 km²
- der Pieninen-Nationalpark (Pieninský národný park), gegr. 1967, 37 km²
- der Tatra-Nationalpark (Tatranský národný park), gegründet 1949, 738 km², umfasst die Hohe Tatra, die Westtatra (Západné Tatry) und die Beler Tatra (Belianske Tatry)

#### Andere geschützte Areale

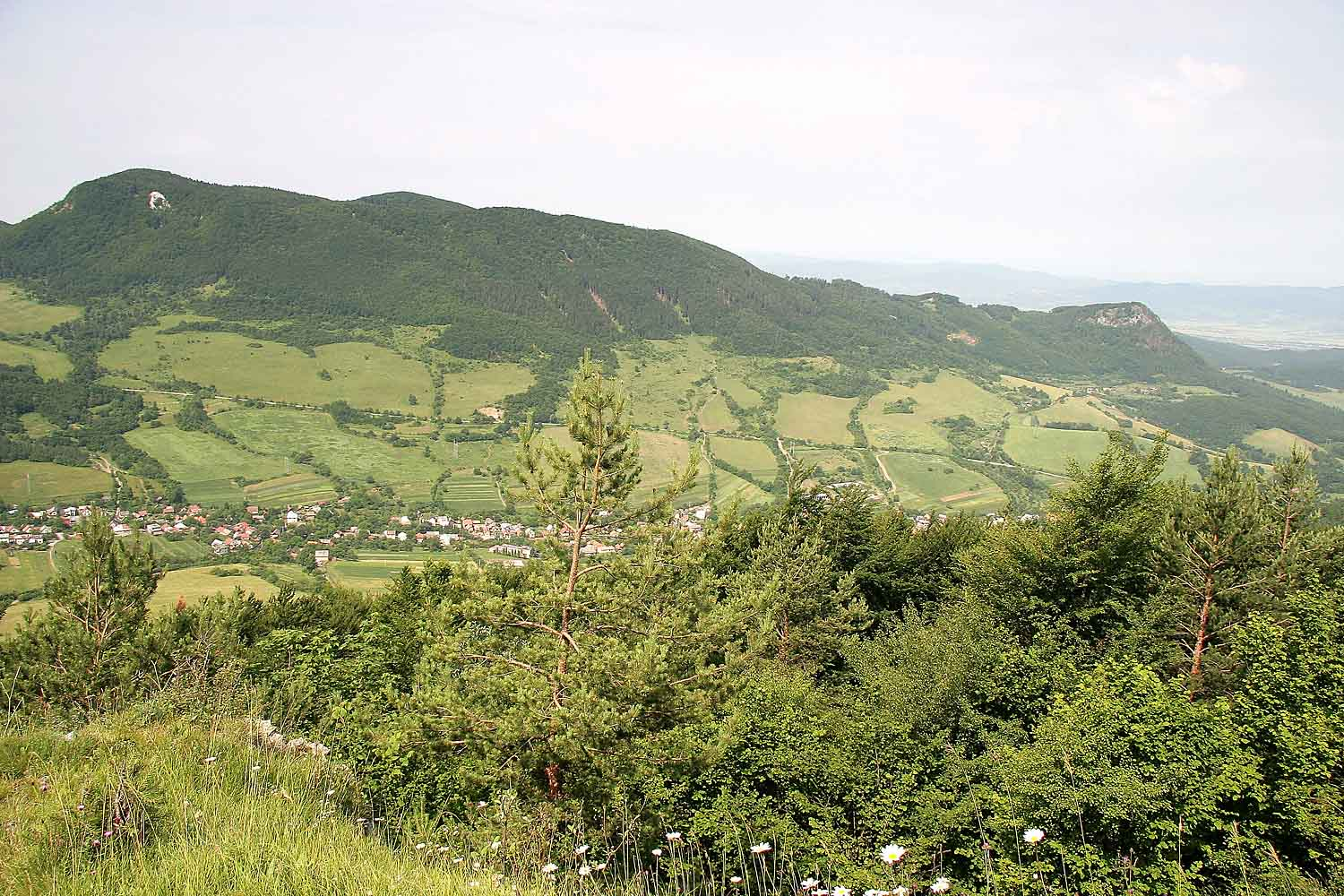
Strážovské vrchy

Vierzehn weitere Gebiete wurden als Landschaftsschutzgebiete (Chránené krajinné oblasti, CHKO) ausgewiesen. Sie bedeckten 2006 eine Gesamtfläche von 5226 km². Hierbei handelt es sich um
- Biele Karpaty (Weiße Karpaten)
- Cerová vrchovina
- Dunajské luhy
- Horná Orava
- Kysuce
- Latorica
- Malé Karpaty (Kleine Karpaten)
- Poľana
- Ponitire
- Štiavnické vrchy (Schemnitzer Berge)
- Strážovské vrchy
- Vihorlat (Vihorlat-Gebirge)
- Východné Karpaty (Ostkarpaten)
- Záhorie

Des Weiteren existieren 384 Naturreservate (Prírodné rezervácie, insgesamt 129 km²), 170 Geschützte Areale (Chránené areály, 54 km²), 219 Nationale Naturreservate (Národné prírodné rezervácie, 837 km²), 228 Naturdenkmäler (Prírodné pamiatky, 15 km²) und 60 Nationale Naturdenkmäler (Národné prírodné pamiatky, 0,6 km²).
Die UNESCO zeichnete sechs Gebiete der Slowakei als „Welterbe“ aus, darunter zwei Landschaftsräume: die Höhlen des Slowakischen Karstes und die Buchen-Urwälder der Ostkarpaten (Bukovské vrchy und Vihorlatské vrchy). UNESCO-Biosphärenreservate sind der Slowakische Karst, das Poľana-Gebirge, die Tatra und die Ostkarpaten im Dreiländereck Slowakei-Polen-Ukraine.

### Waldfläche

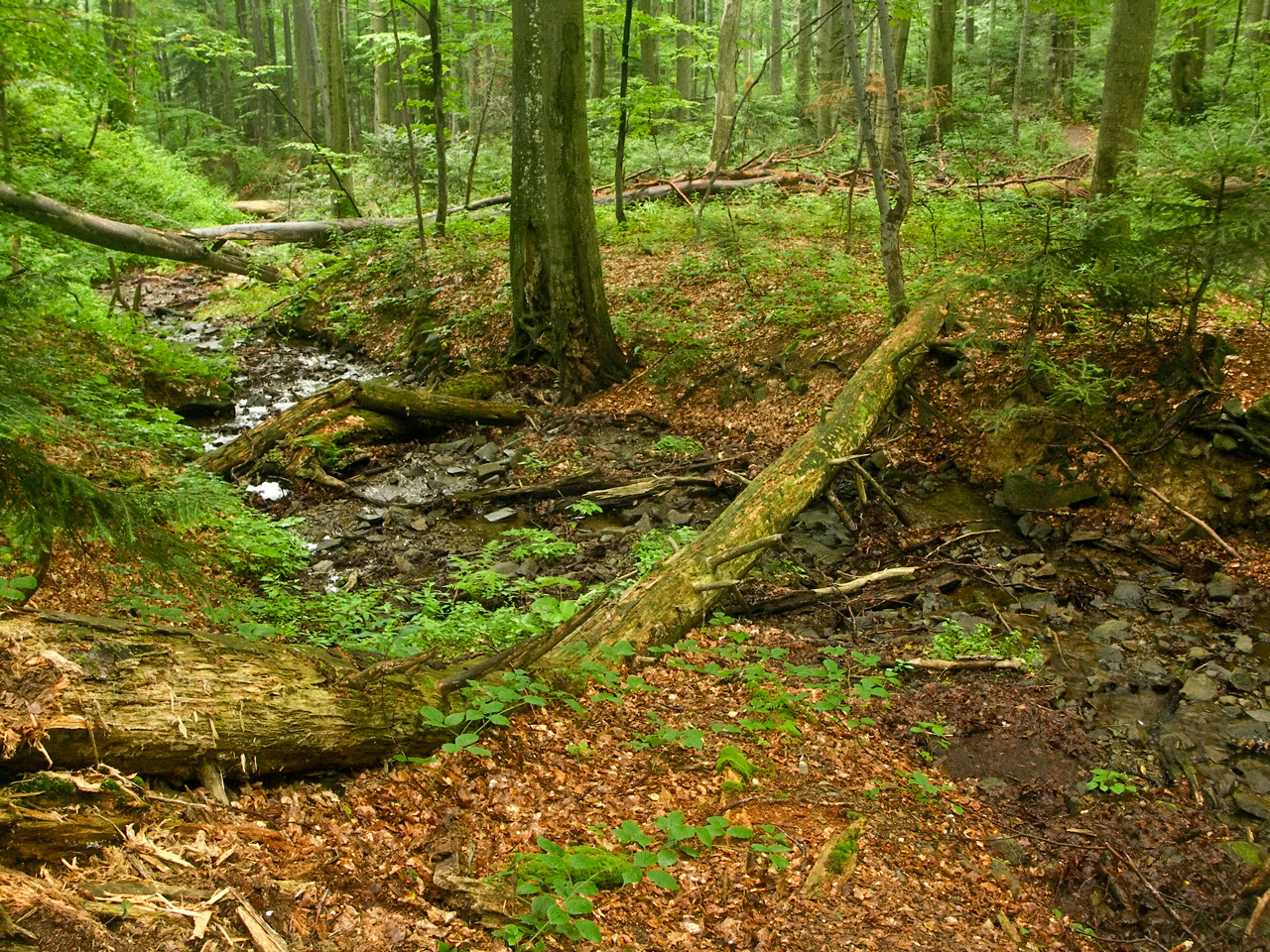
Buchenurwald im Gebirge Bukovské vrchy

Etwa 41 % der Landesfläche sind von Wäldern bedeckt. Die ursprüngliche Bewaldung besteht vorwiegend aus Laubmischwäldern, die in einigen Regionen (z. B. Krupinská planina, Bukovské vrchy) noch erhalten sind. In höheren Gebirgslagen treten Fichtenwälder in den Vordergrund. Ab ca. 1500 bis 1850 m dominieren Latschenkiefern. In einigen Gebirgen (u. a. Hohe und Niedere Tatra) bestehen durch Bewirtschaftung ausgedehnte Fichten-Monokulturen.

### Flüsse und Seen

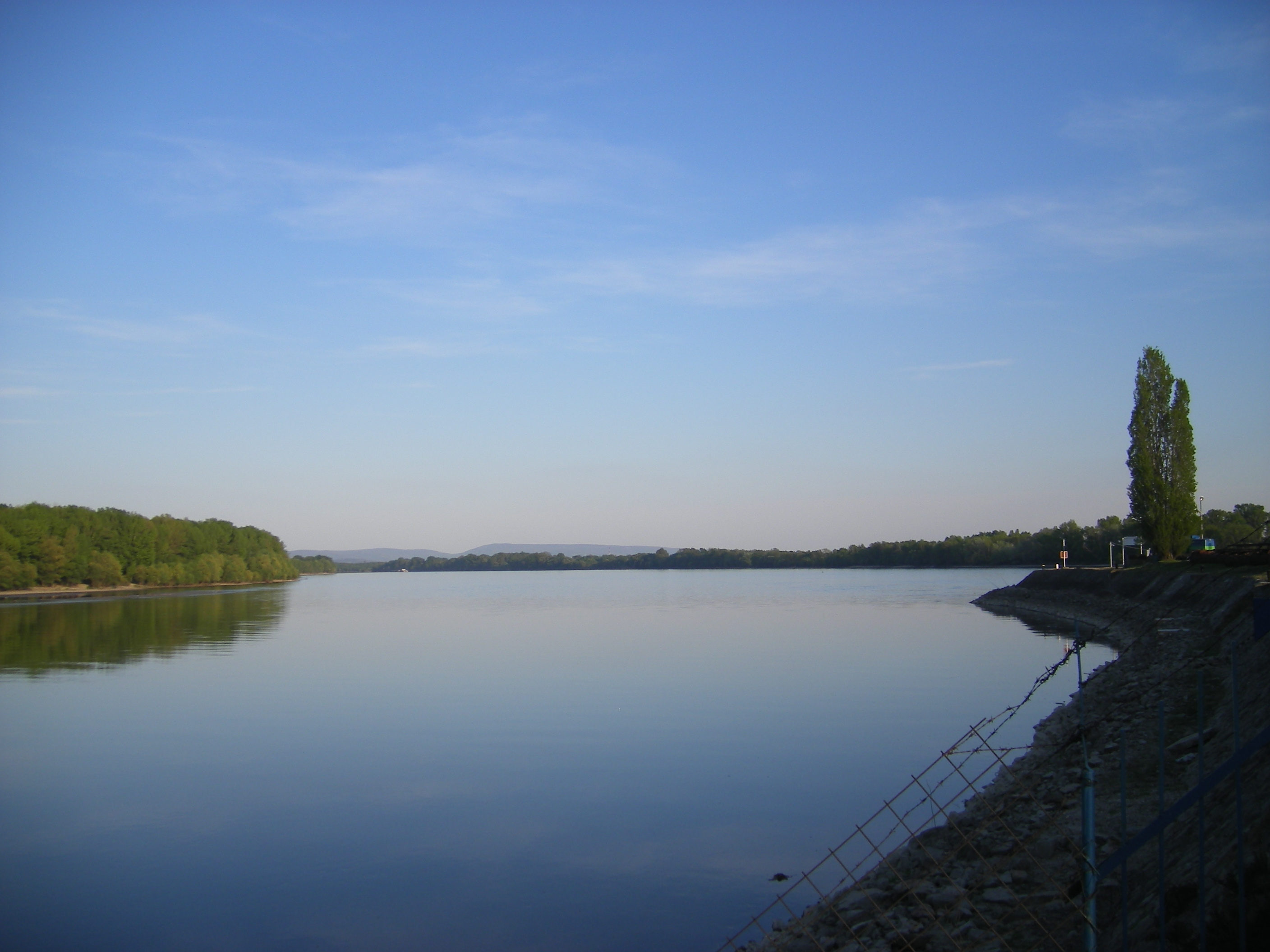
Mündung der Waag in die Donau

Nahezu das gesamte Land gehört zum Flusssystem der Donau (slow. Dunaj). Nur ein kleines Gebiet im Norden wird über Poprad, Dunajec und deren Zuflüsse zur Weichsel und damit in die Ostsee entwässert. Die Grenze zwischen den beiden Flusssystemen ist Teil der Europäischen Wasserscheide.
Die Donau ist auch der wasserreichste Fluss des Landes. Bei Bratislava hat sie eine mittlere Wasserführung von 2025 m³/s. Sie bildet einen längeren Abschnitt der Grenze zu Ungarn. Erwähnenswert ist die Kleine Donau (Malý Dunaj), ein alter Hauptarm und heutiger Nebenarm des Flusses, der die Donau bei Bratislava verlässt und bei Komárno wieder zu ihr stößt. Die Donau und die Kleine Donau bilden die Große Schüttinsel (Žitný ostrov), mit ca. 1900 km² eine der größten Flussinseln Europas. Wichtige – sämtlich linke – slowakische Zuflüsse der Slowakei sind die March (Morava), die Waag (Váh), die Gran (Hron) und die Eipel (Ipeľ). Die Waag ist mit 413 km der längste Fluss auf innerslowakischem Territorium.
An der südöstlichen Ecke der Slowakei bildet die ansonsten außerhalb des Landes fließende Theiß (Tisa) auf einer Länge von etwa 5 km die Grenze zu Ungarn. Wichtige – beide rechte – slowakische Zuflüsse der Theiß sind der Bodrog und der Hornad.

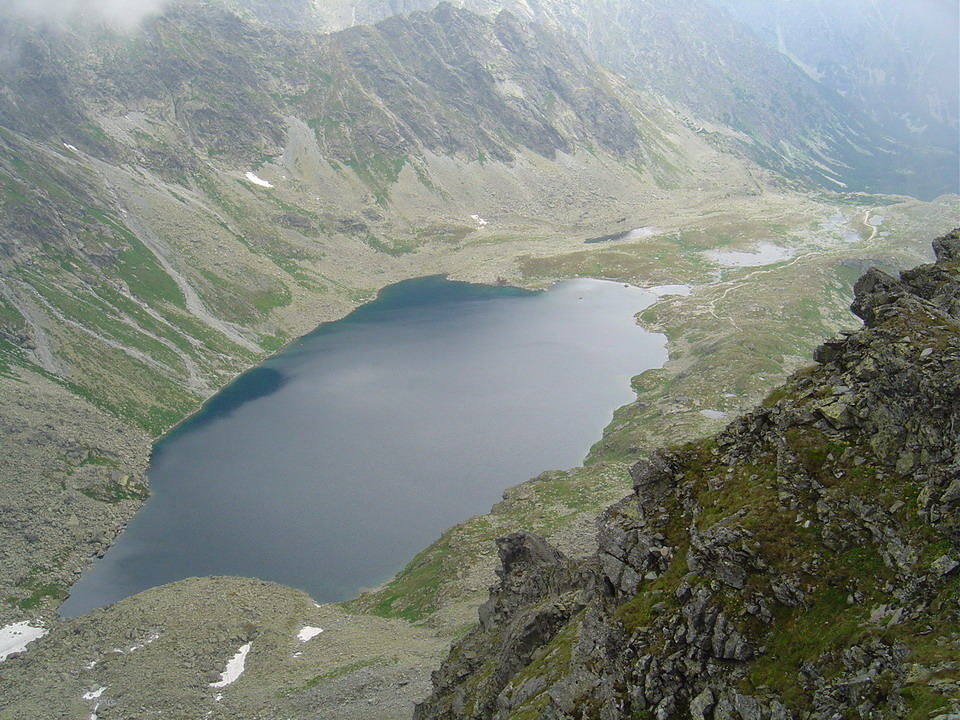
Veľké Hincovo pleso

Der größte natürliche See ist der Veľké Hincovo pleso in der Hohen Tatra mit ca. 0,2 km². Die bedeutendsten Stauseen sind Oravská priehrada (Orava), 35 km², Zemplínska šírava (Kanal des Laborec, 33 km²), Liptovská Mara (Waag, 22 km²) und Veľká Domaša (Ondava, 14 km²).

### Bodenschätze
Die Slowakei verfügt nur über wenige Bodenschätze. In der Umgebung von Trenčín gibt es einige Braunkohletagebaue. Weiterhin werden geringe Mengen an Eisen-, Kupfer-, Antimon- und Manganerz, Salz, Quecksilber, Dolomite, Blei, Zink und Ziegelton gefördert. Problematisch ist das nahezu völlige Fehlen von Primärenergieträgern.
Für den seltenen Opal-Edelstein (umgangssprachlich „teure Opal“) existieren weltweit nur zwei Lagerstätten, wovon sich eine in der Slowakei, 14 km von Prešov entfernt, die andere in Australien befindet. Da das Areal in den Karpaten unter Naturschutz steht, konnten die Grabungsstätten nicht weiter ausgebaut werden.

## Humangeographie

### Wirtschaftsgeographie
Siehe auch Hauptartikel Wirtschaft der Slowakei.
Das Bruttoinlandsprodukt (BIP) lag 2006 bei 1,660 Billionen Slowakischen Kronen (Sk), d. h. etwa 50 Milliarden €. Das sind pro Kopf etwa 8.800 € (Deutschland 28.000 €). Das BIP verteilte sich folgendermaßen auf die einzelnen Wirtschaftsbereiche:
- Landwirtschaft 4 %
- Industrie (Rohstoffe, Herstellung von Waren, Energie, Wasser) 28 %
- Bau 9 %
- Handel, Transport und Kommunikation 27 %
- Unternehmensbezogene und Finanzdienstleistungen 19 %
- Sonstige Dienstleistungen (einschl. öffentliche) 15 %

Für die wirtschaftliche Struktur des Landes ist ein recht ausgeprägtes West-Ost-Gefälle kennzeichnend. Die östlichen Landesteile sind deutlich weniger entwickelt als die nahe Wien und Budapest gelegene Region um Bratislava. So betrug im Jahr 2004 im Kreis Bratislava das BIP pro Kopf ca. 594.000 Sk, mehr als das Doppelte des Landesdurchschnitts von 252.000 Sk. Im Kreis Prešov im Nordosten des Landes wurden dagegen nur 153.000 Sk erzielt.

#### Landwirtschaft
Die landwirtschaftliche Anbaufläche beträgt etwa 15.500 km². Etwa 3000 km² davon werden bewässert, vor allem in den während des Sommers unter Regenmangel leidenden Gebieten der Südslowakei. Die wichtigsten angebauten Pflanzen sind Winterweizen, Sommergerste und Mais.

#### Industrie
Die Industrie der Slowakei befindet sich im Wandel. Grund hierfür ist unter anderem die einseitige Ausrichtung auf Schwer- und Rüstungsindustrie zur Zeit des bis 1992 bestehenden gemeinsamen tschechoslowakischen Staates und dessen Mitgliedschaft im Rat für gegenseitige Wirtschaftshilfe.
Wichtige Zweige sind die Chemische Industrie, der Maschinenbau, die Elektrotechnische Industrie, die Metallurgie, die Baustoff-, Lebensmittel-, sowie die Holz- und Papierindustrie. In den letzten Jahren nahm die Fahrzeugfertigung einen bedeutenden Aufschwung. Wichtigste Industriestandorte sind im Westen des Landes Bratislava, Trnava, Trenčín und Žilina, im Osten die Region um Košice und Prešov.

##### Energie

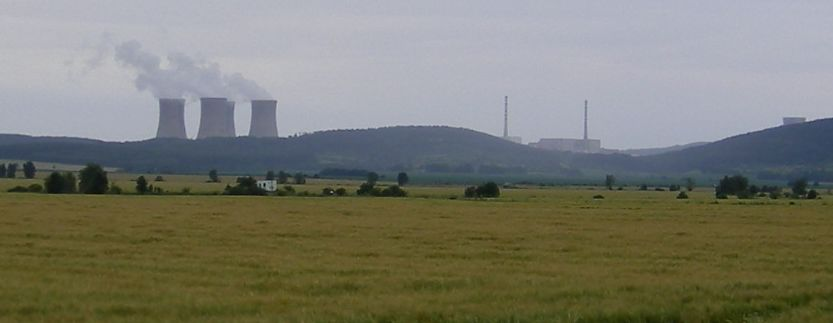
Atomkraftwerk Mochovce

Wie bereits erwähnt, ist die Slowakei weitgehend (zu etwa 70 %) abhängig von der Einfuhr von Primärenergieträgern. 2004 betrug der Primärenergieverbrauch 217.837 Gigawattstunden (GWh), der Endenergieverbrauch 120.393 GWh. Mit ca. 800 kg Rohöleinheiten pro 1000 € Bruttoinlandsprodukt gehört die Energieeffektivität zu den geringsten innerhalb der EU.

#### Verkehr

##### Transport zu Wasser
Wassertransport gibt es in der Slowakei nur auf der Donau, dem Unterlauf der Waag und auf wenigen Kilometern des Bodrog.

##### Straßennetz
Das Straßennetz der Slowakei hat eine Länge von 43.745 km. Davon sind aktuell (2007) 368 km Autobahnen.

##### Schienennetz

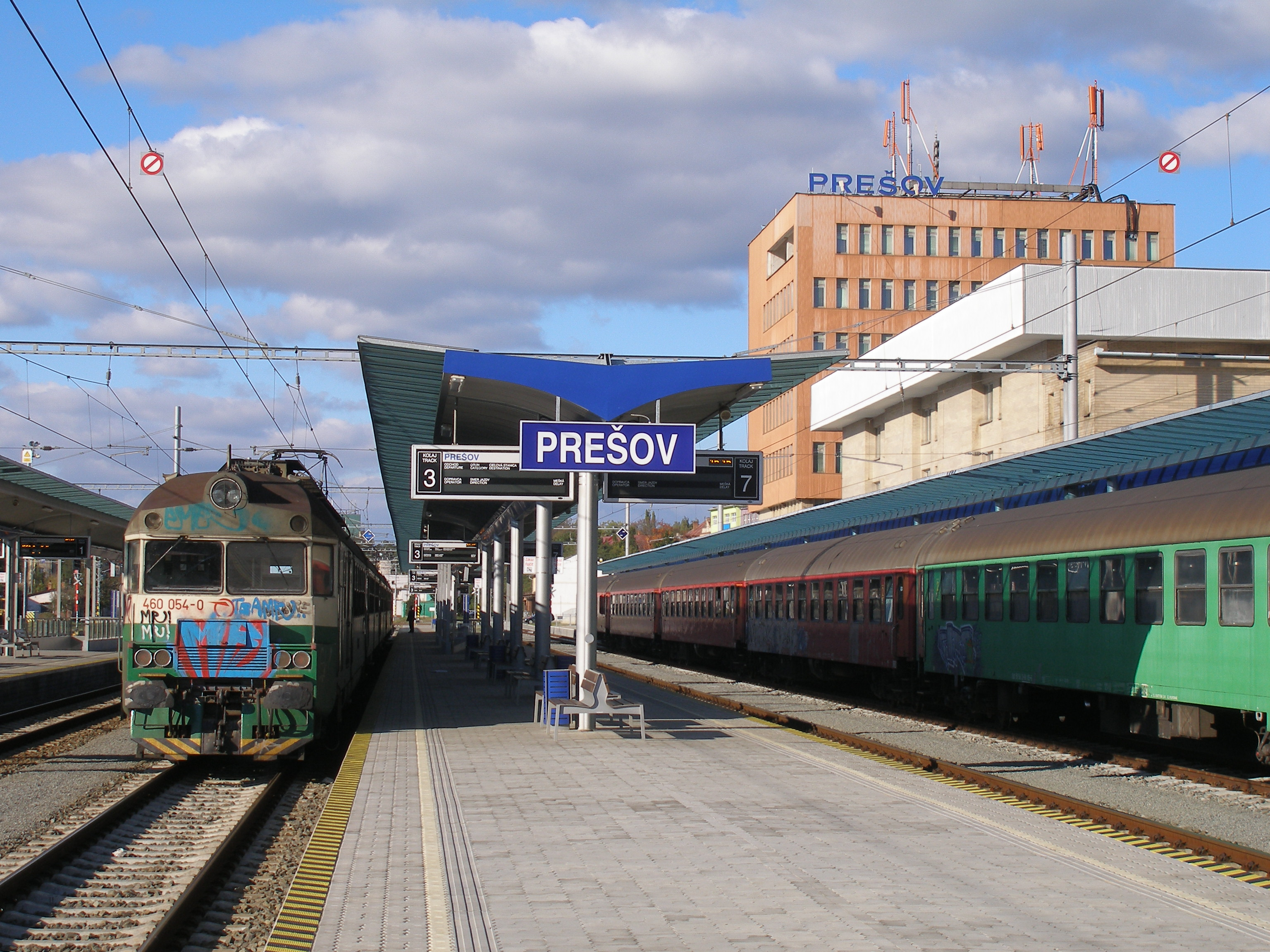
Bahnhof in Prešov

Das Streckennetz der Slowakischen Eisenbahngesellschaft Železničná spoločnosť Slovensko umfasst 3658 km (Stand 2005). Von herausragender Bedeutung sind die Verbindungen zwischen der Hauptstadt Bratislava in Richtung Tschechien, Österreich und Ungarn. Die bedeutendste Bahnstrecke innerhalb des Landes ist die Linie von Bratislava über Žilina nach Košice.

### Sozialgeographie

#### Bevölkerungsgeographie
In der Slowakei lebten Ende 2006 rund 5,394 Millionen Menschen.
Im Jahre 2001 bekannten sich 85,8 % der Bevölkerung zur slowakischen Nationalität. 9,7 % bezeichneten sich als Ungarn, 1,7 % als Roma, 0,8 % als Tschechen, 0,4 % als Russinen und 0,2 % als Ukrainer. Dabei dürfte der tatsächliche Anteil an Roma deutlich höher – bei etwa 10 % – liegen.
Wie in anderen europäischen Ländern auch, ist die Anzahl der Geburten in den letzten Jahrzehnten deutlich zurückgegangen. Die Fertilitätsrate liegt bei 1,2 Kindern je Frau und ist damit noch niedriger als in Deutschland.
Die Migrationsbewegungen sind vergleichsweise gering; 2006 kamen etwa 5600 Zuwanderer in die Slowakei, während ca. 1700 Personen das Land verließen. Im selben Jahr wurden 53.904 Kinder lebend geboren und 53.301 Menschen starben.

#### Siedlungsgeographie
In der Slowakei weist die regionale Besiedlungsdichte deutliche, aber keine extremen Unterschiede auf. Die durchschnittliche Bevölkerungsdichte liegt bei 110/km². Am dichtesten sind die Regionen im Westen des Landes besiedelt, besonders in der Umgebung von Bratislava, im Donautiefland und im mittleren und unteren Tal der Waag. Eine weitere Agglomeration liegt im Südosten des Landes in der Umgebung der Städte Košice und Prešov. Am spärlichsten bewohnt ist neben einigen Gebirgsregionen der Zentralslowakei der Nordosten des Landes; hier beträgt die Bevölkerungsdichte in einigen Bezirken weniger als 50/km².